# Здание Госторга
Здание Госторга — административное здание на Мясницкой улице в Москве, один из ранних образцов конструктивизма. Здание имеет статус объекта культурного наследия регионального значения.
Построено в 1925—1927 годах для размещения Госторга РСФСР по проекту авторского коллектива архитекторов под руководством Б. М. Великовского. В 1929 году здание заняли Народный комиссариат снабжения (Наркомснаб) РСФСР и многочисленные импортно-экспортные организации, со второй половины 1930-х годов в здании работали Наркоматы внутренней торговли (Наркомвнуторги) СССР и РСФСР, Министерство торговли РСФСР. В настоящее время в доме размещаются Федеральное агентство по туризму и аппарат Уполномоченного по правам человека в РФ.

## История
В период НЭПа в Москве ощущался острый дефицит административных помещений, способных вместить разросшийся аппарат трестов, синдикатов и государственных учреждений. Новые организации и учреждения размещались в приспособленных дореволюционных зданиях — бывших конторах, пассажах, доходных домах, размер, планировка и сам художественный образ которых не отвечали потребностям осуществляемых в них новых функций. Государственная экспортно-импортная контора (Госторг) РСФСР, структура которого в 1925 году состояла из Центрального аппарата и 12-ти контор, а численность сотрудников достигала нескольких тысяч человек, размещалась в Москве в нескольких отдельных зданиях (в основном в бывших жилых домах), причём две конторы из-за недостатка помещений были вынуждены переехать в Ленинград. Такое положение влекло неудобства во взаимоотношениях между подразделениями и приводило к увеличению управленческих затрат.
Летом 1925 года Госторг решил приступить к строительству собственного здания. По результатам проведённого в том же году конкурса на проектирование здания предпочтение отдали проекту Б. М. Великовского, выполненному при участии архитекторов А. Я. Лангмана, М. О. Барща, Г. Г. Вегмана, В. Н. Владимирова и М. В. Гакен. Основной автор проекта — Борис Великовский (в публикациях 1920-х годов фигурирует как единственный автор) — видный архитектор, построивший в дореволюционное время в районе Мясницкой и Старой Басманной улиц ряд крупных доходных домов; в его мастерской проходили обучение такие в будущем видные деятели советского авангарда, как Эль Лисицкий, Виктор и Александр Веснины.

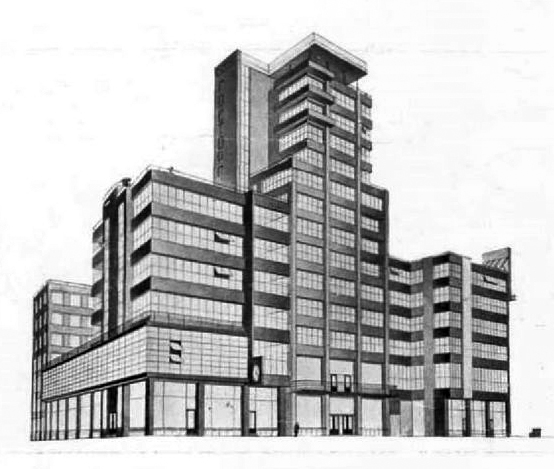
Первоначальный проект здания. Перспектива. 1925

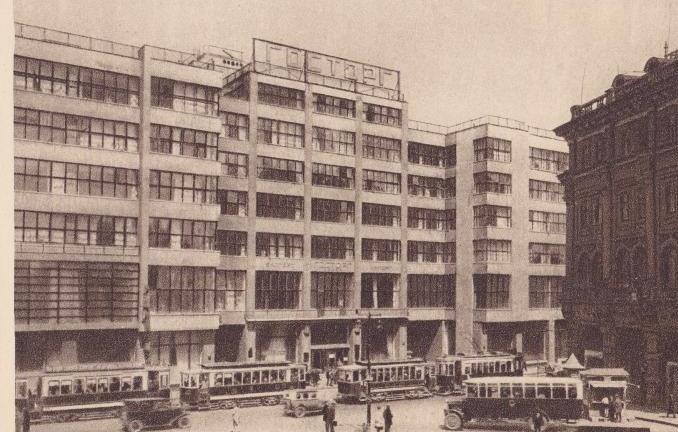
Здание в 1930 году

Выбранный для строительства здания пустырь появился в плотной застройке Первомайской (бывшей Мясницкой) улицы ещё до Октябрьской революции: Товарищество «Эмиль Липгарт и К°», владевшее обширным участком, простиравшимся вдоль Мясницкой до Садовой-Спасской улицы, задумало выстроить здесь двенадцать доходных домов высотой от семи до девяти этажей, проекты которых разработали архитекторы А. В. Иванов и И. В. Рыльский. В 1914 году начали постепенно расчищать участки от старых построек; последним планировали снести построенный в 1790—1793 годах дом А. И. Лобанова-Ростовского (ныне № 43 по Мясницкой улице). Планам товарищества помешал кризис, разразившийся с началом Первой мировой войны, — из задуманного успели построить доходный дом на Садовой-Спасской (№ 18) и снести ряд старых домов по Мясницкой улице.
Выбор этого участка был обусловлен сосредоточением в округе большого количества торговых предприятий, с которыми взаимодействовал Госторг, и близостью к Каланчёвской площади, с расположенными на ней сразу тремя московскими вокзалами. Возможно, на выбор участка повлиял и сам Великовский, в том же 1925 году выдвинувший идею пробивки в центре Москвы Ново-Мясницкой улицы — спрямлённого дублёра Первомайской улицы от Лубянской площади до Каланчёвской, который бы начинался на Малой Лубянке, затем шёл сквозь кварталы между Милютинским переулком и Первомайской улицей, далее — по линии русла заключённого в 1910 году в трубу ручья Ольховца. Ново-Мясницкая улица, согласно задумке Великовского, должна была подойти к Госторгу с задней стороны. Идея новой магистрали нашла отражение в разработанной С. С. Шестаковым схеме планировки города «Большая Москва», основные положения которой президиум Моссовета утвердил в апреле 1926 года. С этого времени ряд вновь возводимых зданий ориентировали на линию новой улицы. Позднее планы прокладки новой магистрали перешли в утверждённый в 1935 году Генеральный план реконструкции Москвы, согласно которому трасса проектируемой улицы, получившей название Новокировской (позднее — Новокировского проспекта), выходила на Садовое кольцо в районе Орликова переулка. Частично предложение Великовского было реализовано лишь в 1970-х — 1980-х годах, когда по проекту архитектора П. П. Штеллера пробили Новокировский проспект (ныне — проспект Академика Сахарова).

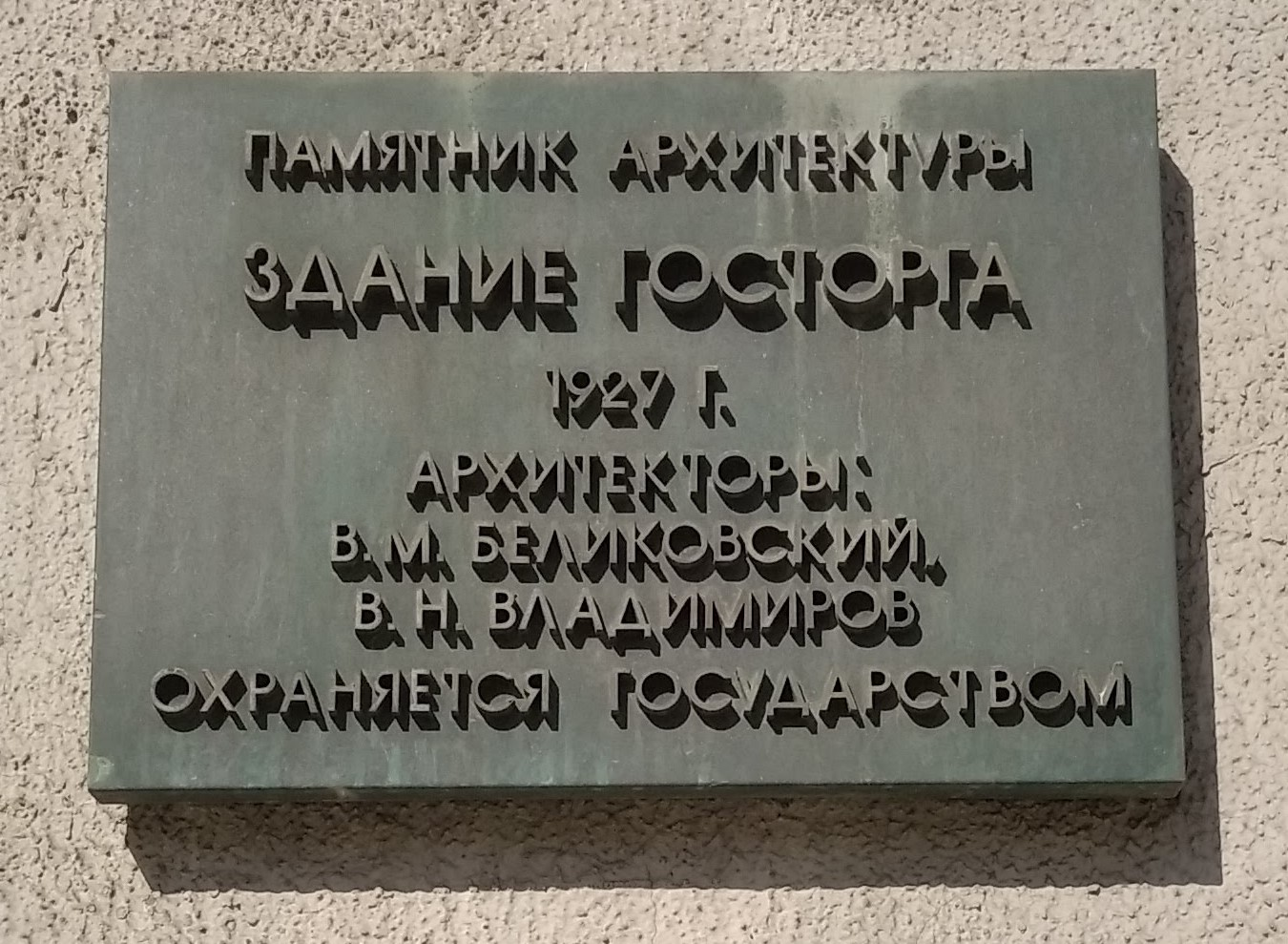
Табличка на здании (фамилия Б. М. Великовского указана с ошибкой)

Согласно первоначальному заданию Госторга архитекторы разработали проект размещения на участке 6-этажного здания. Позднее заказчик изменил требования, и проект доработали, увеличив центральную часть дома до 14-ти этажей. По бокам от башни запроектировали два лифта, которые должны были двигаться в стеклянных шахтах. Начатое поздней осенью 1925 года строительство, за ходом которого следил лично Великовский, планировали закончить в рекордный срок — зимой 1926 года. Однако осуществить намеченное не удалось, на что, по словам Великовского, повлияло отсутствие на рынке необходимых строительных материалов. В 1926 году авторам вновь пришлось перерабатывать проект в связи с введённым запретом строить в пределах Садового кольца здания выше шести этажей: от возведения 14-этажного центрального корпуса отказались, что снизило градостроительную роль здания и придало его облику некоторую приземистость. Такая же участь постигла ещё ряд возводимых в то время авангардистских зданий.
В ноябре 1926 года в здание въехали первые сотрудники Госторга. Однако строительство и внутренняя отделка продолжалась и после этого — окончательно здание было готово в 1927 году. В 1929 году Госторг раздробили на несколько самостоятельных организаций, а здание заняли Народный комиссариат снабжения (Наркомснаб) РСФСР, многочисленные импортно-экспортные организации — Всесоюзный пушной синдикат (позднее — Союзпушнина), Новоэкспорт, Плодэкспорт, Точприборимпорт, Технопромимпорт, Стройимпорт, Союззаготэкспорт, Древмашимпорт, а также ряд объединений пищевой промышленности и народного питания — Союзнарпит, Союзконсервмолоко, Союзптицепродукт, Союзплодоовощь и другие. Со второй половины 1930-х годов в здании работали государственные учреждения, занимавшиеся регулированием торговли, — Наркоматы внутренней торговли (Наркомвнуторги) СССР и РСФСР, Министерство торговли РСФСР, затем России. В настоящее время в доме размещаются Федеральное агентство по туризму (Ростуризм), аппарат Уполномоченного по правам человека в РФ, ряд заведений общественного питания.

## Архитектура

### Объёмно-пространственная композиция, стилевые и конструктивные особенности

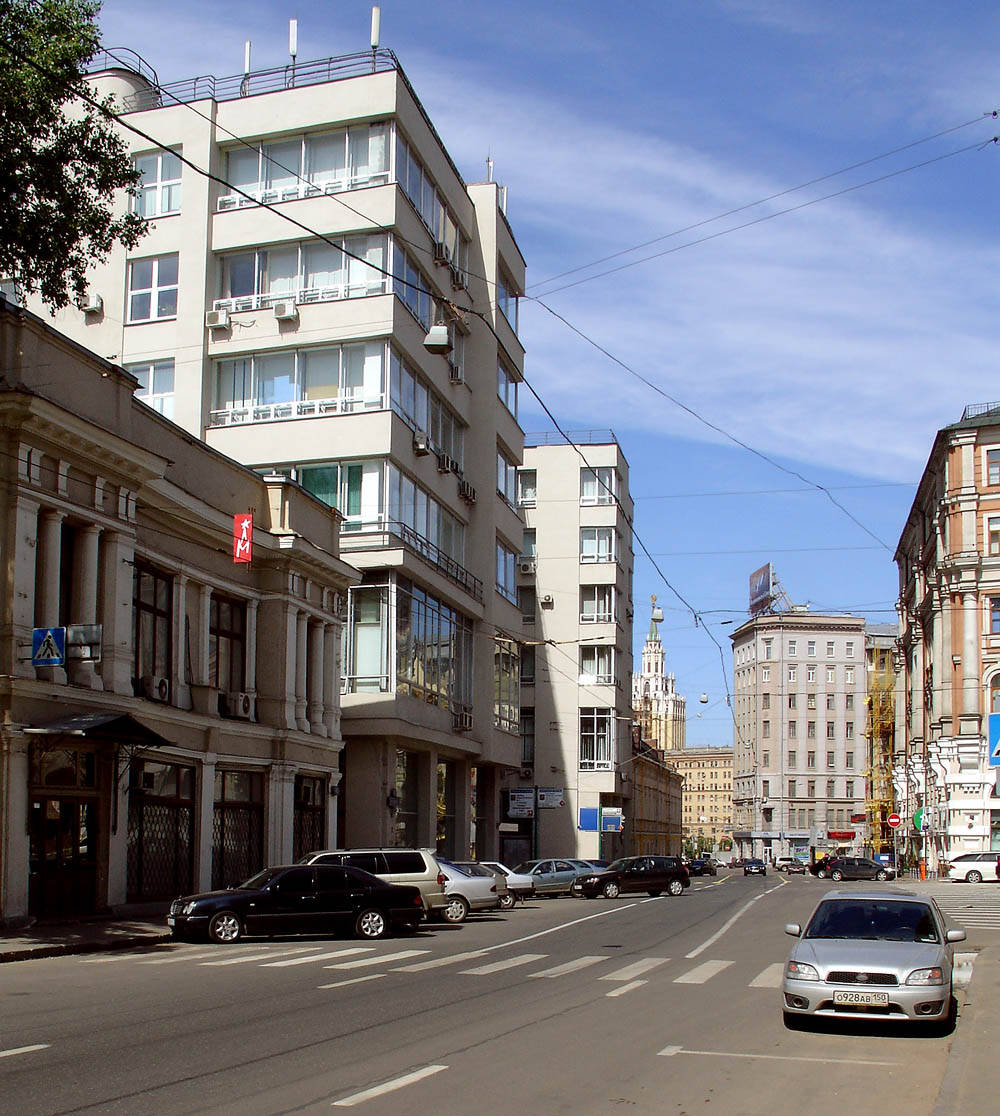
Вид здания в сторону Садового кольца

Современные искусствоведы и историки архитектуры относят здание Госторга к числу ранних образцов конструктивизма. Однако сами идеологи конструктивизма в 1920-х годах называли дом Госторга в числе зданий, которые являются «лишь хорошим образцом того „конструктивного стиля“, который начинает приобретать у нас широкие права гражданства и который, к несчастью, затемняет у громадного большинства действительное представление о той конструктивной архитектуре, за достижения которой борются конструктивисты». Конструктивизм представлялся им прежде всего методом архитектурного мышления, а не стилем — набором характерных черт и формальных приёмов: построенное здание Госторга, по мнению конструктивистов, под это определение не подходило.
Постройка состоит из шести симметрично расположенных и объединённых вместе разноэтажных корпусов. На Мясницкую улицу здание выходит тремя корпусами, при этом боковые шестиэтажные корпуса поставлены по красной линии улицы, а центральный — главный корпус — повышен до семи этажей и заглублен внутрь квартала. Фасады здания лишены традиционной декоративной отделки — его украшением служит сам каркас, являющийся конструктивной основой здания. Вместе с тем конструктивная система постройки выявлена в её наружном облике не до конца правдиво — заглубленный центральный ризалит акцентирован четырьмя вертикальными пилонами, применение которых конструктивно не обусловлено: несущие консольные опоры позволяли использовать горизонтальное решение фасада, такое же, как на боковых корпусах. Редакция журнала «Современная архитектура», которую возглавляли архитекторы-конструктивисты Александр Веснин и Моисей Гинзбург, подвергла эти конструктивно-ложные вертикальные элементы критике, отметив, что они, по сути, выполняют ту же декоративную функцию, что играют пилястры в традиционной архитектуре, — по мнению редакции, это нарушило «последовательность и ясность рационального оформления, требующего горизонтального решения, вытекающего из применённой здесь консольной конструкции». Градостроительное расположение здания критиковал Игорь Грабарь, который писал в 1928 году: «На каком основании и кем была разрешена постройка огромного здания Госторга на <…> Мясницкой ул., в её самом узком месте, у выхода на Садовую? Вот где улица должна была быть уширена, притом без всяких жертв». Исследователь архитектуры Н. Н. Бронновицкая отмечает сходство первоначального варианта проекта здания Госторга с Дворцом Труда — нереализованным проектом братьев Весниных, выполненным в 1922—1923 годах.

Конкурсный проект Дворца Труда в Охотном ряду. Архитекторы А. А., В. А. и Л. А. Веснины, 1922—1923 гг. Перспектива (слева) и план первого этажа

Первоначально каркас здания планировали собрать из металлических элементов, изготовленных промышленным способом. Однако, в связи с загрузкой производителей металла и высокой стоимостью работ, от этой идеи отказались и применили сборную железобетонную несущую конструкцию, состоящую из колонн с выпущенными консолями и опирающихся на них балок. Плоская железобетонная крыша здания покрыта несколькими слоями тепло- и гидроизоляционных материалов (гидронированная пробка, свинец, шлакобетон), поверх которых уложена асфальто-бетонная плитка. Водосточные трубы выполнены из чугуна, их воронки спаяны со свинцовым покрытием крыши и обогреваются змеевиками парового отопления. Сами трубы выведены внутрь каркаса и заложены в ограждающих кирпичных стенах. Широкое ленточное остекление фасадов раскрывает помещения наружу; во время постройки такой приём остекления воспринимался как остросовременный. Левый угол здания акцентирован небольшим выносом объёма второго этажа и устроенным над ним узким балконом, на который выходят двери третьего этажа. Как и в ряде других построек советского авангарда, в архитектурной композиции и внутреннем оформлении здания Госторга видны элементы «корабельной архитектуры» — лёгкие ограды-поручни и венчающие силуэт здания две башни-«рубки» с лестницами-трапами. В одной «рубке» изначально размещался двигатель, приводящий в движение подъёмники, в другой — воздухонагнетатели, подающие по трубам свежий воздух во все помещения.

### Планировка и инженерное оснащение

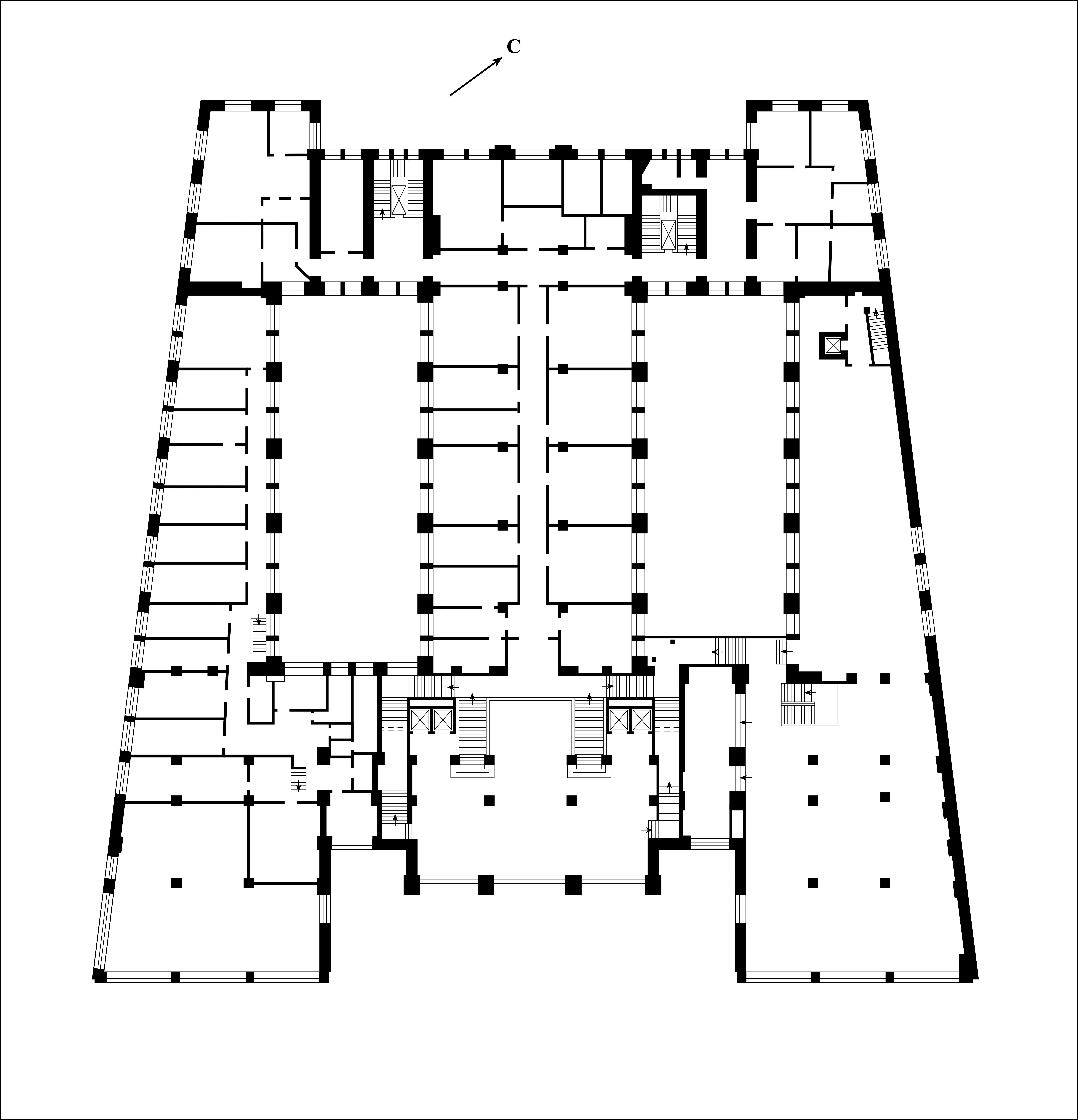
План 2-го этажа

Планировка здания изначально была рассчитана на размещение большого количества сотрудников Госторга и включала помещения для выполняемых организацией торговых функций. В подвале дома запроектировано помещение для выставки тяжёлой техники и сельскохозяйственного оборудования, гардероб на 2600 человек, помещения для архива, складских и хозяйственных целей; здесь же размещались насосные и вентиляционные камеры, а также котельная на жидком топливе, бункеры для хранения которого были устроены во внутреннем дворе. Из подвального этажа сотрудники и посетители могли подняться на первый этаж по шести лестницам или воспользовавшись четырьмя подъёмниками непрерывного действия (т. н. «патерностерами»): шестнадцать открытых кабин, каждая из которых вмещала двух человек, безостановочно циркулировали между этажами; одна часть кабин двигалась вверх, другая — вниз. Дом Госторга стал первым в СССР зданием, оснащённым подобным устройством. В конце 1920-х — начале 1930-х годов патерностеры установили в ряде других зданий, в том числе в расположенных поблизости зданиях Центросоюза (1928—1936, архитектор Ле Корбюзье, при участии П. Жаннере и Н. Я. Колли) и Наркомзема (1928—1933, архитектор А. В. Щусев, при участии И. А. Француза и Г. К. Яковлева). Кроме пассажирских подъёмников подвал со двором и торговыми помещениями первого этажа связывали три грузовых лифта: два грузоподъёмностью в 1 тонну и один в 3 тонны.
На высоком цокольном этаже здания разместили вестибюль, конторские помещения и два огромных торговых зала с антресолями общей площадью 2000 м2, приспособленных для демонстрации машин и механизмов. На верхние этажи, занятые в основном рабочими кабинетами, вели четыре лестничных марша, переброшенных с уровня на уровень наподобие пароходных трапов, и два дополнительных пассажирских подъёмника. На втором этаже был устроен операционный зал с прозрачными стенами, где трудились бухгалтеры и счетоводы. Госторг стал первым в стране учреждением, где ввели новую систему учёта: приходно-расходные операции заносились на специальные картонные карточки, которые сначала перфорировали при помощи цифрового кода, а затем обрабатывали на «счётной машине Пауэрса». Четвёртый этаж занимали клуб, спортзал и библиотека. На шестом разместили актовый зал на 1 тысячу мест и ведомственную столовую с кухней, которая была оснащена паровыми котлами, механическими хлеборезками, электрическими мясорубками и другими техническими новинками. Плоская крыша здания в хорошую погоду использовалась для занятий производственной гимнастикой.

### Переделки и утраты
Здание Госторга не подвергалось значительным реконструкциям, но со временем утратило ряд оригинальных деталей, что нарушило цельность его архитектурного образа. На изменение внешнего облика дома более всего повлияли переделка центрального входа, к которому пристроили дополнительный уличный тамбур, и замена металлических оконных рам на пластиковые стеклопакеты с другим рисунком переплёта. Внутренние перемены здания более существенны: вместо патерностеров установлены пассажирские лифты традиционной конструкции, переделаны ограждения лестниц, перегородки в кабинетах, заменены осветительные приборы, в вестибюле и ряде других общественных помещений вместо оригинальных мозаичных полов уложено чужеродное авангардистской архитектуре 1920-х годов мраморное покрытие с крупным рисунком.

## Комментарии
1. ↑  На табличке, закреплённой на стене здания, фамилия Великовского написана с ошибкой.